# 長野敦志
長野 敦志（ながの あつし、1974年9月23日 - ）は、日本の男性声優、起業家。本名・同じ。千葉県出身。studio A-CAT所属。特技はデザート作り。

## 来歴
1999年に81プロデュースに所属し、アニメ『KAIKANフレーズ』で声優デビュー。
2002年に退所しフリーランスとなり、2004年より広告代理店に勤務。
2011年に独立、株式会社テラスカンパニーを設立し、広告代理店業務を継続。
2019年から玩具の祭典「スーパーフェスティバル」の特撮アーカイブ内で「平成仮面ライダー担当MC」
2020年6月に自身の仕事のナレーター等を育成する「東東京声優塾」を立ち上げ、後進の育成にも力を注ぐ。
2022年5月1日付で声優事務所Studio A-CAT所属となり、声優活動を再開する。

## 出演

### テレビアニメ
1999年
- KAIKANフレーズ（アマチュアバンドB、ベース）
- 超速スピナー（観客）
- ゾイド -ZOIDS-（パイロット、帝国軍兵士B）
- ドンキーコング（1999年 - 2000年、クラップ・トラップ、クリッター、他）

2000年
- とっとこハム太郎（2000年 - 2001年、斎藤、他）

2001年
- ゾイド新世紀スラッシュゼロ（スラッシュゼロ）
- 花右京メイド隊（ホスト）
- 幻想魔伝 最遊記（神D）

### OVA
- With You 〜みつめていたい〜（2000年）
- さばくの国の王女さま（2001年、衛兵、フンコロガシ）[5]

### Webアニメ
- 妖怪人間ムラング（2011年 - 2014年、ムラング博士）

### ゲーム
- 天地無用! 登校無用（1996年、チンピラ）
- 古代王者恐竜キング（2005年、エド）

### ナレーション
- ミント（店内放送）
- ドン・キホーテ（店内放送）
- みやもとむなし（店内放送）
- ヨドバシカメラ（店内放送）
- つくろうプラモNAVI（2014年、CS アクトオンTV）

### ボイスドラマ
- あやかし歌姫かるた 外伝「鬼神の唄」（1999年、犬飼榮悟）
- 天使人クロニクル（2000年）

### モーションコミック
- 豊橋工専高校模型部（2021年、おじいちゃん） - 監督・原作・原案も担当

### ラジオ
- 音聖八神エドラジオン（2021年、メインパーソナリティ）[6]

### 映画
- 交渉人 真下正義（2005年）
- 容疑者 室井慎次（2005年）
- まだまだあぶない刑事（2005年）

### テレビドラマ
- Mの悲劇（2005年）

### その他コンテンツ
- 週末お届けももクロ便（2011年、ナレーション、ボスくま） - 「ももいろクローバーZ MUSIC VIDEO CLIPS -AE 限定 SPECIAL EDITION-」封入特典